# John Michael Beaumont
John Michael Beaumont (ur. 20 grudnia 1927, zm. 3 lipca 2016) – brytyjski arystokrata, 22. senior normandzkiej wyspy Sark (1974 - 2016), wnuk i następca Sybil Hathaway, 21. seniora wyspy. Często opisywany był jako "ostatni feudalny baron" gdyż w czasie jego panowania następowała powoli utrata kolejnych praw feudalnych na wyspie.  W 2008 roku po ogłoszeniu nowej konstytucji zniesiono historyczne prawo seniora do osobistej prowizji w wysokości 1/13 wartości każdej nieruchomości, która została sprzedana. 
Senior zachował przywilej jako jedyna osoba na wyspie do prawa trzymania gołębi i  psa bez odprowadzania opłat.
Oficjalna rezydencja seniora Sark to XVII-wieczny La Seigneurie -  piękny kamienny dom z ogrodem, który oficjalni goście, np. Królowa odwiedzają podczas wizyty na Wyspach Normandzkich. Od 2018 roku jest otwarty dla zwiedzających. Po 2008 Michael Beaumont wraz z żoną wyprowadził się z rezydencji do mniejszego domu na uboczu. 
Następcą i 23. seniorem Sark został w 2016 roku jego syn Christopher Beaumont.